# Wasserwert
Der Wasserwert beschreibt unterschiedliche Messgrößen in verschiedenen naturwissenschaftlich-technischen Fachrichtungen.

## Chemie
Der Wasserwert bezeichnet den chemischen bzw. elektrochemischen Zustand des Wassers. Wichtige Wasserwerte sind der pH-Wert, der Wasserhärtegrad, der elektrische Leitwert und bei Meerwasser der Salzgehalt bzw. die sich daraus ergebende Dichte des Wassers.
Natürlich vorkommendes Wasser enthält eine Vielzahl gelöster Stoffe, die die Wasserchemie beeinflussen können. Dieses ist besonders für Trink- und Aquariumwasser von Bedeutung.

## Physik
In der Physik bezeichnet der Wasserwert die Wärmekapazität eines Gefäßes. Diese kann bestimmt werden, indem das Gefäß mit Wasser einer anderen Temperatur gefüllt wird und nach Einstellen des thermischen Gleichgewichts die Temperatur des Wassers gemessen wird, die sich dann der des Gefäßes angeglichen hat. Von dieser Messmethode stammt die Bezeichnung „Wasserwert“.
Genauer definiert handelt es sich bei dem Wasserwert eines Gefäßes um die Menge an Wasser, welche die gleiche Wärmekapazität wie das Gefäß besitzt.

## Membrantechnik
In der Membrantechnik ist der Wasserwert (Flux) ein Maß für die Permeatleistung einer Membran und wird in l/(m²·h) [= m/1000 h = m/kh = Meter pro Kilostunde = mm/h = Millimeter pro Stunde] angegeben. Die Permeabilität ergibt sich aus dem Flux und der (Transmembranen-)Druckdifferenz und wird in l/(m²*h*bar) [=mm/barh] angegeben.
Der Wasserwert ist neben dem Berstdruck und dem Blaspunkt eine der einfachsten, aber auch der zuverlässigsten Möglichkeiten die Eigenschaften eines Filterelementes zu charakterisieren.
Siehe auch: Permeationsmessung